# Kimaru Songok
Kimaru Songok, né en 1936, est un athlète kényan.

## Carrière
Aux Jeux de l'Empire britannique et du Commonwealth de 1962 à Perth, Kimaru Sangok est médaillé d'argent du 440 yards haies. Il est ensuite médaillé d'or du 400 mètres haies et médaillé d'argent du relais 4 x 400 mètres aux Jeux africains de 1965 à Brazzaville.
Aux Jeux olympiques d'été de 1968 à Mexico, il est éliminé dès le premier tour du 400 mètres haies.